# APS-C

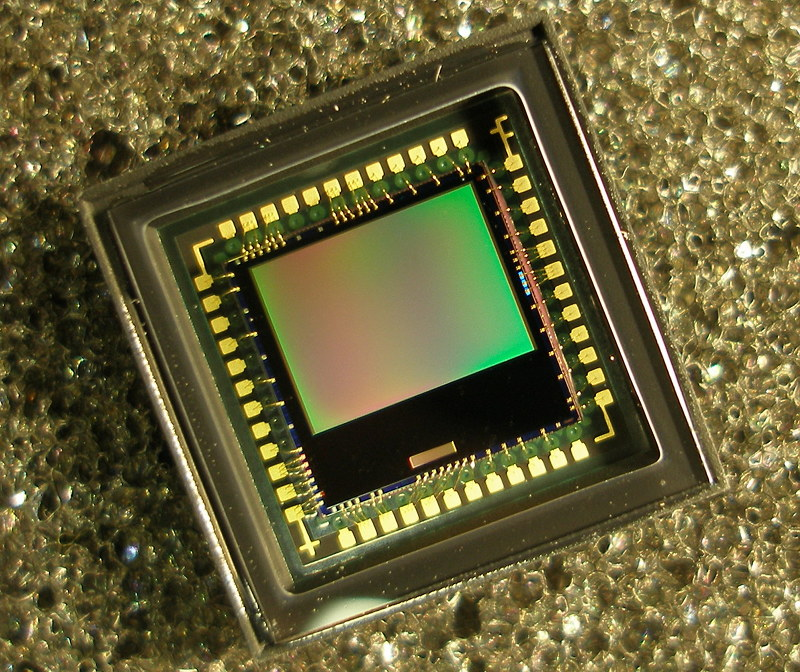
КМОП-сенсор формата APS-C

Размеры матриц в сравнении с малоформатным кадром 24×36 мм

Advanced Photo System type-C (APS-C) — формат сенсора цифровых фотоаппаратов, эквивалентный «классическому» формату (type-C от Сlassic) Advanced Photo System, размер которых составляет 25,1×16,7 мм (пропорции 3:2).
Сенсоры формата APS-C устанавливаются в основном на зеркальные цифровые фотоаппараты, хотя их можно найти на фотокамерах других классов. Все варианты исполнения сенсоров APS-C меньше, чем плёночный фотостандарт 35мм (36×24 мм), и близки к размеру современного кадра кино формата Супер-35 (25×19 мм) или кадра звукового кино (22×16 мм). Их размеры варьируются в пределах между 20,7×13,8 мм и 25,1×16,7 мм, и соответствуют значениям кроп-фактора от 1,74× до 1,44×.

## Оптика для APS-C
Производители DSLR-камер и сторонние компании производят большое количество объективов для фотоаппаратов с матрицами APS-C. К ним, в том числе, относятся:
- Canon: EF-S, EF-M, RF-S
- Nikon DX
- Pentax DA (некоторые модели)
- Sony DT
- Sigma DC
- Tamron Di II
- Tokina DX
- Зенит (Красногорский механический завод им. С.А. Зверева)[1]

Объективы этих серий иногда обладают более коротким задним фокусным расстоянием и фокальным отрезком. При установке на полноматричные камеры или камеры формата APS-H, такие объективы могут испортить зеркало камеры. 
По этой причине часто в конструкцию байонета добавляются дополнительные элементы, которые препятствуют установке этих объективов на камеры без кроп-фактора. При этом ответная часть камеры имеет «обратную совместимость», то есть устанавливать стандартные объективы на камеры с матрицами формата APS-C возможно без проблем.

## Кроп-фактор
Используется для определения отношения поля кадра в DSLR-камерах к полю кадра стандартного 35 мм кадра при использовании с объективами, рассчитанными на 35 мм плёнку. Для матриц формата APS-C кроп-фактор различен. Основными кроп-факторами для данного формата являются:
- ≈ 1,5:
  - ≈ 1,53 все цифровые зеркальные камеры Nikon, кроме DF, D3, D3S, D3X, D4, D4S, D5, D700, D800, D600, D610, D810, D750 и D850;
  - все цифровые беззеркальные камеры Fujifilm, а также компактные модели X100, X100S;
  - ≈ 1,53 все цифровые системные камеры Sony, кроме полнокадровых A850, A900, A99, A7 и A7r;
  - цифровые зеркальные камеры Konica Minolta Maxxum 5D и Maxxum 7D;
  - все цифровые зеркальные камеры марок Pentax и Samsung, кроме MZ-D, K-1 и 645D, а также беззеркальный фотоаппарат Pentax K-01;
  - Беззеркальные цифровые фотоаппараты линейки Samsung NX
  - цифровой зеркальный фотоаппарат Sigma SD1 и компактные модели DP1 Merrill, DP2 Merrill, DP3 Merrill;
- ≈ 1,6 — все цифровые зеркальные фотоаппараты Canon с двух-, трёх- и четырёхзначными индексами, а также Canon EOS 7D; все цифровые системные камеры Canon EOS M
- 1,67 — псевдозеркальный цифровой фотоаппарат Sony Cyber-shot DSC-R1
- 1,73 — цифровые зеркальные фотоаппараты компании Sigma, кроме SD1, а также компактные фотоаппараты DP1, DP2 и их модификации без индекса Merrill.
- 2,0 — Стандарт 4/3, цифровые зеркальные фотоаппараты фирм Olympus, Leica, Panasonic.